# Lijst van landen in 1955
Hieronder volgt een lijst van landen van de wereld in 1955.

## Uitleg
- Op 1 januari 1955 waren er 88 onafhankelijke staten die door een ruime meerderheid van de overige staten erkend werden (inclusief Andorra). In 1955 kwam hier Oostenrijk als onafhankelijke staat bij.
- Alle de facto onafhankelijke staten zonder ruime internationale erkenning zijn weergegeven onder het kopje niet algemeen erkende landen.
- Afhankelijke gebieden en gebieden die vaak als afhankelijk gebied werden beschouwd, zijn weergegeven onder het kopje niet-onafhankelijke gebieden.
- Autonome gebieden, bezette gebieden en micronaties zijn niet op deze pagina weergegeven.

## Staatkundige veranderingen in 1955
- 3 juni: het Franse protectoraat Tunesië verkrijgt autonomie.[1]
- 27 juli: het Oostenrijks Staatsverdrag treedt in werking. Hierdoor wordt het door de Verenigde Staten, Frankrijk, het Verenigd Koninkrijk en de Sovjet-Unie bezette Oostenrijk onafhankelijk.[2]
- 6 augustus: oprichting van het territorium Franse Zuidelijke en Antarctische Gebieden (voorheen afhankelijk van Madagaskar).[3]
- 26 oktober: de officiële naam van Zuid-Vietnam verandert van de Staat Vietnam in de Republiek Vietnam.[4]
- 23 november: de Britse Cocoseilanden (voorheen bestuurd als een afhankelijk gebied van de kolonie Singapore) worden middels de Cocos (Keeling) Islands Act 1955 overgedragen aan Australië.[5]

## Algemeen erkende landen

### A
| Korte landsnaam (Nederlands) | Officiële landsnaam (Nederlands) | Korte landsnaam (oorspronkelijke taal/talen) |
| ---------------------------- | -------------------------------- | -------------------------------------------- |
| Afghanistan                  | Koninkrijk Afghanistan           | Dari en Pasjtoe: Afghānestān / افغانستان     |
| Albanië                      | Volksrepubliek Albanië           | Albanees: Shqipëria                          |
| Andorra                      | Vorstendom Andorra               | Catalaans: Andorra                           |
| Argentinië                   | Argentijnse Republiek            | Spaans: Argentina                            |
| Australië                    | Gemenebest Australië             | Engels: Australia                            |

### B
| Korte landsnaam (Nederlands)              | Officiële landsnaam (Nederlands)               | Korte landsnaam (oorspronkelijke taal/talen)      |
| ----------------------------------------- | ---------------------------------------------- | ------------------------------------------------- |
| België                                    | Koninkrijk België                              | Duits: Belgien Frans: Belgique Nederlands: België |
| Bhutan                                    | Koninkrijk Bhutan                              | Dzongkha: Druk Yul / འབྲུག་ཡུལ་                      |
| Birma                                     | Unie van Birma                                 | Birmees: Bama /                                   |
| Bolivia                                   | Republiek Bolivia                              | Spaans: Bolivia                                   |
| Bondsrepubliek Duitsland (West-Duitsland) | Bondsrepubliek Duitsland                       | Duits: Bundesrepublik / Deutschland               |
| Brazilië                                  | Republiek van de Verenigde Staten van Brazilië | Portugees: Brasil                                 |
| Bulgarije                                 | Volksrepubliek Bulgarije                       | Bulgaars: Bălgarija / България                    |

### C
| Korte landsnaam (Nederlands) | Officiële landsnaam (Nederlands) | Korte landsnaam (oorspronkelijke taal/talen) |
| ---------------------------- | -------------------------------- | -------------------------------------------- |
| Cambodja                     | Koninkrijk Cambodja              | Khmer: Kampuchéa / កម្ពុជា                      |
| Canada                       | Dominion Canada                  | Engels en Frans: Canada                      |
| Ceylon                       | Ceylon                           | Singalees: Srī Lankā / ශ්‍රී ලංකා                  |
| Chili                        | Republiek Chili                  | Spaans: Chile                                |
| China                        | Republiek China                  | Mandarijn: Zhongguo / 中國                   |
| Colombia                     | Republiek Colombia               | Spaans: Colombia                             |
| Costa Rica                   | Republiek Costa Rica             | Spaans: Costa Rica                           |
| Cuba                         | Republiek Cuba                   | Spaans: Cuba                                 |

### D
| Korte landsnaam (Nederlands) | Officiële landsnaam (Nederlands) | Korte landsnaam (oorspronkelijke taal/talen) |
| ---------------------------- | -------------------------------- | -------------------------------------------- |
| DDR (Oost-Duitsland)         | Duitse Democratische Republiek   | Duits: DDR                                   |
| Denemarken                   | Koninkrijk Denemarken            | Deens: Danmark                               |
| Dominicaanse Republiek       | Dominicaanse Republiek           | Spaans: República Dominicana                 |

### E
| Korte landsnaam (Nederlands) | Officiële landsnaam (Nederlands)  | Korte landsnaam (oorspronkelijke taal/talen) |
| ---------------------------- | --------------------------------- | -------------------------------------------- |
| Ecuador                      | Republiek Ecuador                 | Spaans: Ecuador                              |
| Egypte                       | Republiek Egypte                  | Arabisch: Mişr / مصر                         |
| El Salvador                  | Republiek El Salvador             | Spaans: El Salvador                          |
| Ethiopië en Eritrea          | Federatie van Ethiopië en Eritrea | Amhaars: Arabisch: Tigrinya:                 |

### F
| Korte landsnaam (Nederlands) | Officiële landsnaam (Nederlands) | Korte landsnaam (oorspronkelijke taal/talen) |
| ---------------------------- | -------------------------------- | -------------------------------------------- |
| Filipijnen                   | Republiek der Filipijnen         | Engels: Philippines Filipijns: Pilipinas     |
| Finland                      | Republiek Finland                | Fins: Suomi Zweeds: Finland                  |
| Frankrijk                    | Franse Republiek                 | Frans: France                                |

### G
| Korte landsnaam (Nederlands) | Officiële landsnaam (Nederlands) | Korte landsnaam (oorspronkelijke taal/talen) |
| ---------------------------- | -------------------------------- | -------------------------------------------- |
| Griekenland                  | Koninkrijk Griekenland           | Grieks: Hellas / 'Ελλας                      |
| Guatemala                    | Republiek Guatemala              | Spaans: Guatemala                            |

### H
| Korte landsnaam (Nederlands) | Officiële landsnaam (Nederlands) | Korte landsnaam (oorspronkelijke taal/talen) |
| ---------------------------- | -------------------------------- | -------------------------------------------- |
| Haïti                        | Republiek Haïti                  | Frans: Haïti Haïtiaans-Creools: Ayiti        |
| Honduras                     | Republiek Honduras               | Spaans: Honduras                             |
| Hongarije                    | Volksrepubliek Hongarije         | Hongaars: Magyarország                       |

### I
| Korte landsnaam (Nederlands) | Officiële landsnaam (Nederlands) | Korte landsnaam (oorspronkelijke taal/talen)            |
| ---------------------------- | -------------------------------- | ------------------------------------------------------- |
| Ierland                      | Ierland                          | Engels: Ireland Iers: Éire                              |
| IJsland                      | IJsland                          | IJslands: Ísland                                        |
| India                        | Republiek India                  | Engels: India Hindi: Bhārat / भारत                       |
| Indonesië                    | Republiek Indonesië              | Indonesisch: Indonesia                                  |
| Irak                         | Koninkrijk Irak                  | Arabisch: al-ʿIrāq / العراق                             |
| Iran                         | Keizerrijk Iran                  | Perzisch: Īrān / ایران                                  |
| Israël                       | Staat Israël                     | Arabisch: Isrāʾīl / اسرائيل Hebreeuws: Yisra'el / ישראל |
| Italië                       | Italiaanse Republiek             | Italiaans: Italia                                       |

### J
| Korte landsnaam (Nederlands) | Officiële landsnaam (Nederlands)    | Korte landsnaam (oorspronkelijke taal/talen)                                    |
| ---------------------------- | ----------------------------------- | ------------------------------------------------------------------------------- |
| Japan                        | Japan                               | Japans: Nihon / 日本                                                            |
| Jemen                        | Mutawakkilitisch Koninkrijk Jemen   | Arabisch: al-Yaman / اليمن                                                      |
| Joegoslavië                  | Federale Volksrepubliek Joegoslavië | Macedonisch en Servo-Kroatisch: Jugoslavija / Југославија Sloveens: Jugoslavija |
| Jordanië                     | Hasjemitisch Koninkrijk Jordanië    | Arabisch: al-ʾUrdun / الأردن                                                    |

### L
| Korte landsnaam (Nederlands) | Officiële landsnaam (Nederlands) | Korte landsnaam (oorspronkelijke taal/talen) |
| ---------------------------- | -------------------------------- | -------------------------------------------- |
| Laos                         | Koninkrijk Laos                  | Laotiaans: Lao / ນລາວ                        |
| Libanon                      | Republiek Libanon                | Arabisch: Lubnān / لبنان                     |
| Liberia                      | Republiek Liberia                | Engels: Liberia                              |
| Libië                        | Verenigd Koninkrijk Libië        | Arabisch: Lībiyyā / ليبيا                    |
| Liechtenstein                | Vorstendom Liechtenstein         | Duits: Liechtenstein                         |
| Luxemburg                    | Groothertogdom Luxemburg         | Duits: Luxemburg Frans: Luxembourg           |

### M
| Korte landsnaam (Nederlands) | Officiële landsnaam (Nederlands) | Korte landsnaam (oorspronkelijke taal/talen) |
| ---------------------------- | -------------------------------- | -------------------------------------------- |
| Mexico                       | Verenigde Mexicaanse Staten      | Spaans: México                               |
| Monaco                       | Vorstendom Monaco                | Frans: Monaco                                |
| Mongolië                     | Volksrepubliek Mongolië          | Mongools: Mongol Uls / Монгол Улс /          |

### N
| Korte landsnaam (Nederlands)                        | Officiële landsnaam (Nederlands)   | Korte landsnaam (oorspronkelijke taal/talen) |
| --------------------------------------------------- | ---------------------------------- | -------------------------------------------- |
| Nederland                                           | Koninkrijk der Nederlanden         | Nederlands: Nederland                        |
| Nepal                                               | Koninkrijk Nepal                   | Nepalees: Nepal / नेपाल                        |
| Nicaragua                                           | Republiek Nicaragua                | Spaans: Nicaragua                            |
| Nieuw-Zeeland                                       | Dominion Nieuw-Zeeland             | Engels: New Zealand                          |
| Noord-Korea                                         | Democratische Volksrepubliek Korea | Koreaans: Chosŏn / 조선                      |
| (tot 30 november) Noord-Vietnam (vanaf 30 november) | Democratische Republiek Vietnam    | Vietnamees: Việt Nam                         |
| Noorwegen                                           | Koninkrijk Noorwegen               | Bokmål: Norge Nynorsk: Noreg                 |

### O
| Korte landsnaam (Nederlands) | Officiële landsnaam (Nederlands) | Korte landsnaam (oorspronkelijke taal/talen) |
| ---------------------------- | -------------------------------- | -------------------------------------------- |
| Oostenrijk] (vanaf 27 juli)  | Republiek Oostenrijk             | Duits: Österreich                            |

### P
| Korte landsnaam (Nederlands) | Officiële landsnaam (Nederlands) | Korte landsnaam (oorspronkelijke taal/talen) |
| ---------------------------- | -------------------------------- | -------------------------------------------- |
| Pakistan                     | Dominion Pakistan                | Engels: Pakistan Urdu: Pākistān / پاکستان    |
| Panama                       | Republiek Panama                 | Spaans: Panamá                               |
| Paraguay                     | Republiek Paraguay               | Spaans: Paraguay                             |
| Peru                         | Peruviaanse Republiek            | Spaans: Perú                                 |
| Polen                        | Volksrepubliek Polen             | Pools: Polska                                |
| Portugal                     | Portugese Republiek              | Portugees: Portugal                          |

### R
| Korte landsnaam (Nederlands) | Officiële landsnaam (Nederlands) | Korte landsnaam (oorspronkelijke taal/talen) |
| ---------------------------- | -------------------------------- | -------------------------------------------- |
| Roemenië                     | Volksrepubliek Roemenië          | Roemeens: România                            |

### S
| Korte landsnaam (Nederlands)                      | Officiële landsnaam (Nederlands)                 | Korte landsnaam (oorspronkelijke taal/talen)          |
| ------------------------------------------------- | ------------------------------------------------ | ----------------------------------------------------- |
| San Marino                                        | Republiek San Marino                             | Italiaans: San Marino                                 |
| Saoedi-Arabië                                     | Koninkrijk Saoedi-Arabië                         | Arabisch: al-ʿArabiya as-Saʿūdiyya / العربيّة السعودية |
| (tot 19 augustus) Sovjet-Unie (vanaf 19 augustus) | Unie van Socialistische Sovjetrepublieken (USSR) | Russisch: Sovjetski Sojoez / Советский Союз           |
| Spanje                                            | Spaanse Staat                                    | Spaans: España                                        |
| Syrië                                             | Syrische Republiek                               | Arabisch: Sūrīyā / سوريا                              |

### T
| Korte landsnaam (Nederlands) | Officiële landsnaam (Nederlands) | Korte landsnaam (oorspronkelijke taal/talen)         |
| ---------------------------- | -------------------------------- | ---------------------------------------------------- |
| Thailand                     | Koninkrijk Thailand              | Thai: Prathet Thai / ประเทศไทย                       |
| Tsjecho-Slowakije            | Tsjecho-Slowaakse Republiek      | Slowaaks: Česko-Slovensko Tsjechisch: Československo |
| Turkije                      | Republiek Turkije                | Turks: Türkiye                                       |

### U
| Korte landsnaam (Nederlands) | Officiële landsnaam (Nederlands)    | Korte landsnaam (oorspronkelijke taal/talen) |
| ---------------------------- | ----------------------------------- | -------------------------------------------- |
| Uruguay                      | Republiek ten oosten van de Uruguay | Spaans: Uruguay                              |

### V
| Korte landsnaam (Nederlands) | Officiële landsnaam (Nederlands)                          | Korte landsnaam (oorspronkelijke taal/talen) |
| ---------------------------- | --------------------------------------------------------- | -------------------------------------------- |
| Vaticaanstad                 | Staat Vaticaanstad                                        | Italiaans: Città del Vaticano                |
| Venezuela                    | Verenigde Staten van Venezuela                            | Spaans: Venezuela                            |
| Verenigd Koninkrijk          | Verenigd Koninkrijk van Groot-Brittannië en Noord-Ierland | Engels: United Kingdom                       |
| Verenigde Staten             | Verenigde Staten van Amerika                              | Engels: United States                        |

### Z
| Korte landsnaam (Nederlands) | Officiële landsnaam (Nederlands)                                    | Korte landsnaam (oorspronkelijke taal/talen)                        |
| ---------------------------- | ------------------------------------------------------------------- | ------------------------------------------------------------------- |
| Zuid-Afrika                  | Unie van Zuid-Afrika                                                | Afrikaans: Suid-Afrika Engels: South Africa Nederlands: Zuid-Afrika |
| Zuid-Korea                   | Republiek Korea                                                     | Koreaans: Han Kuk / 한국                                            |
| Zuid-Vietnam                 | Staat Vietnam (tot 26 oktober) Republiek Vietnam (vanaf 26 oktober) | Vietnamees: Việt Nam                                                |
| Zweden                       | Koninkrijk Zweden                                                   | Zweeds: Sverige                                                     |
| Zwitserland                  | Zwitserse Bondsstaat                                                | Duits: Schweiz Frans: Suisse Italiaans: Svizzera                    |

## Niet algemeen erkende landen
In onderstaande lijst zijn landen opgenomen die een ruime internationale erkenning misten, maar wel de facto onafhankelijk waren en de onafhankelijkheid hadden uitgeroepen.
| Korte landsnaam (Nederlands) | Officiële landsnaam (Nederlands) | Korte landsnaam (oorspronkelijke taal/talen)                                  |
| ---------------------------- | -------------------------------- | ----------------------------------------------------------------------------- |
| China                        | Volksrepubliek China             | Standaardmandarijn: Zhongguo / 中国                                           |
| Dadra en Nagar Haveli        | Vrij Dadra en Nagar Haveli       | Gujarati: દાદરા અને નગર હવેલી Hindi: दादरा आणि नगर हवेली Portugees: Dadrá e Nagar-Aveli |

## Niet-onafhankelijke gebieden
Hieronder staat een lijst van afhankelijke gebieden inclusief Åland en Spitsbergen.

### Amerikaans-Britse condominia
| Korte landsnaam (Nederlands) | Status      | Korte landsnaam (oorspronkelijke taal/talen) |
| ---------------------------- | ----------- | -------------------------------------------- |
| Canton en Enderbury          | Condominium | Engels: Canton and Enderbury Islands         |

### Amerikaanse niet-onafhankelijke gebieden
De Amerikaanse Maagdeneilanden, Guam en Puerto Rico waren organized unincorporated territories, wat wil zeggen dat het afhankelijke gebieden waren van de Verenigde Staten met een bepaalde vorm van zelfbestuur. Daarnaast waren er nog een aantal unorganized unincorporated territories: Amerikaans-Samoa, Baker, Howland, Jarvis, Johnston, Kingman, Midway, Navassa, de Panamakanaalzone, de Petreleilanden, Quita Sueño, Roncador, Serrana, Serranilla, de Swaneilanden en Wake. Deze gebieden waren ook afhankelijke gebieden van de VS, maar kenden geen vorm van zelfbestuur. Het Trustgebied van de Pacifische Eilanden was een trustgebied van de Verenigde Naties onder Amerikaans bestuur. Alaska en Hawaï waren als organized incorporated territories een integraal onderdeel van de VS en zijn derhalve niet in onderstaande lijst opgenomen.
Diverse eilandgebieden werden door de Verenigde Staten geclaimd als unorganized unincorporated territories, maar werden door andere landen bestuurd. De eilandgebieden Birnie, Caroline, Fanning, Flint, Funafuti, Gardner, Kersteiland, Malden, McKean, Nukufetau, Nukulaelae, Niulakita, Phoenix, Starbuck, Sydney, Vostok en Washington vielen onder het bestuur van het Verenigd Koninkrijk (als onderdeel van de Gilbert- en Ellice-eilanden). De eilandgebieden Manihiki, Penrhyn, Pukapuka en Rakahanga vielen onder het bestuur van de Nieuw-Zeeland (als onderdeel van de Cookeilanden); en de eilandgebieden Atafu, Bowditch en Nukunonu vielen onder het bestuur van Nieuw-Zeeland (als onderdeel van Tokelau).
| Korte landsnaam (Nederlands)          | Status                                             | Korte landsnaam (oorspronkelijke taal/talen)           |
| ------------------------------------- | -------------------------------------------------- | ------------------------------------------------------ |
| Amerikaanse Maagdeneilanden           | Organized unincorporated territory                 | Engels: United States Virgin Islands                   |
| Amerikaans-Samoa                      | Unorganized unincorporated territory               | Engels: American Samoa Samoaans: Amerika Sāmoa         |
| Baker                                 | Unorganized unincorporated territory               | Engels: Baker Island                                   |
| Guam                                  | Organized unincorporated territory                 | Engels: Guam Chamorro: Guåhan                          |
| Howland                               | Unorganized unincorporated territory               | Engels: Howland Island                                 |
| Jarvis                                | Unorganized unincorporated territory               | Engels: Jarvis Island                                  |
| Johnston                              | Unorganized unincorporated territory               | Engels: Johnston Atoll                                 |
| Kingman                               | Unorganized unincorporated territory               | Engels: Kingman Reef                                   |
| Midway                                | Unorganized unincorporated territory               | Engels: Midway Islands                                 |
| Navassa                               | Unorganized unincorporated territory               | Engels: Navassa Island                                 |
| Panamakanaalzone                      | Unorganized unincorporated territory               | Engels: Panama Canal Zone                              |
| Petreleilanden                        | Unorganized unincorporated territory               | Engels: Petrel Islands                                 |
| Puerto Rico                           | Organized unincorporated territory (Gemenebest)    | Engels en Spaans: Puerto Rico                          |
| Quita Sueño                           | Unorganized unincorporated territory               | Engels: Quitasueño Bank                                |
| Riukiu-eilanden                       | Militaire bezetting met burgerlijk bestuur (USCAR) | Engels: Riukiu Islands Japans: Ryūkyū-shotō / 琉球諸島 |
| Roncador                              | Unorganized unincorporated territory               | Engels: Roncador Bank                                  |
| Serrana                               | Unorganized unincorporated territory               | Engels: Serrana Bank                                   |
| Serranilla                            | Unorganized unincorporated territory               | Engels: Serranilla Bank                                |
| Swaneilanden                          | Unorganized unincorporated territory               | Engels: Swan Islands                                   |
| Trustschap van de Pacifische Eilanden | Trustgebied                                        | Engels: Trust Territory of the Pacific Islands         |
| Wake                                  | Unorganized unincorporated territory               | Engels: Wake Island                                    |

### Australisch-Brits-Nieuw-Zeelands territorium
| Korte landsnaam (Nederlands) | Status        | Korte landsnaam (oorspronkelijke taal/talen) |
| ---------------------------- | ------------- | -------------------------------------------- |
| Nauru                        | Mandaatgebied | Engels: Nauru                                |

### Australische niet-onafhankelijke gebieden
De externe territoria van Australië werden door de Australische overheid gezien als een integraal onderdeel van Australië, maar werden vaak toch beschouwd als afhankelijke gebieden van Australië.
| Korte landsnaam (Nederlands)        | Status                            | Korte landsnaam (oorspronkelijke taal/talen) |
| ----------------------------------- | --------------------------------- | -------------------------------------------- |
| Australisch Antarctisch Territorium | Extern territorium                | Engels: Australian Antarctic Territory       |
| Cocoseilanden (vanaf 23 november)   | Extern territorium                | Engels: Cocos (Keeling) Islands              |
| Heard en McDonaldeilanden           | Extern territorium                | Engels: Heard Island and McDonald Islands    |
| Norfolk                             | Extern territorium                | Engels: Norfolk Island                       |
| Papoea en Nieuw-Guinea              | Trustgebied en extern territorium | Engels: Papua and New Guinea                 |

### Belgische niet-onafhankelijke gebieden
| Korte landsnaam (Nederlands) | Status        | Korte landsnaam (oorspronkelijke taal/talen) |
| ---------------------------- | ------------- | -------------------------------------------- |
| Belgisch-Congo               | Kolonie       | Frans: Congo                                 |
| Ruanda-Urundi                | Mandaatgebied | Frans en Nederlands: Ruanda-Urundi           |

### Brits-Egyptische condominia
| Korte landsnaam (Nederlands) | Status      | Korte landsnaam (oorspronkelijke taal/talen)                |
| ---------------------------- | ----------- | ----------------------------------------------------------- |
| Anglo-Egyptisch Soedan       | Condominium | Arabisch: السودان الأنجلو مصري Engels: Anglo-Egyptian Sudan |

### Brits-Franse condominia
| Korte landsnaam (Nederlands) | Status      | Korte landsnaam (oorspronkelijke taal/talen)  |
| ---------------------------- | ----------- | --------------------------------------------- |
| Nieuwe Hebriden              | Condominium | Engels: New Hebrides Frans: Nouvelle-Hébrides |

### Britse niet-onafhankelijke gebieden
In onderstaande lijst zijn onder meer de Britse (kroon)kolonies en protectoraten weergegeven. Jersey, Guernsey en Man hadden als Britse Kroonbezittingen niet de status van kolonie, maar hadden een andere relatie tot het Verenigd Koninkrijk. Brunei, Malakka, de Maldivische Eilanden en Tonga stonden als protected states onder Britse protectie, maar waren, in tegenstelling tot daadwerkelijke protectoraten, grotendeels autonoom aangaande interne aangelegenheden. De Britse Salomonseilanden, Canton en Enderbury (een Amerikaans-Brits condominium), de Gilbert- en Ellice-eilanden en de Nieuwe Hebriden (een Brits-Frans condominium) werden door één enkele vertegenwoordiger van de Britse Kroon bestuurd onder de naam Britse West-Pacifische Territoria, maar zijn wel apart in de lijst opgenomen. Basutoland, Beetsjoeanaland en Swaziland werden door een vertegenwoordiger bestuurd onder de naam High Commission Territories, maar zijn ook apart in de lijst opgenomen. Bahrein, Koeweit, Muscat en Oman, Qatar en de Verdragsstaten waren protected states en vielen als zodanig onder de Persian Gulf Residency. Ook deze landen zijn apart in de lijst opgenomen.
| Korte landsnaam (Nederlands)  | Status                                          | Korte landsnaam (oorspronkelijke taal/talen)                    |
| ----------------------------- | ----------------------------------------------- | --------------------------------------------------------------- |
| Aden                          | Kroonkolonie                                    | Engels: Aden Colony                                             |
| Aden                          | Protectoraat                                    | Arabisch: Maḥmiyyat ʿAdan / محمية عدن Engels: Aden Protectorate |
| Bahama-eilanden               | Kroonkolonie                                    | Engels: Bahama Islands                                          |
| Bahrein                       | Protected state                                 | Arabisch: al-Bahrayn / البحرين Engels: Bahrain                  |
| Barbados                      | Kroonkolonie                                    | Engels: Barbados                                                |
| Basutoland                    | Kolonie                                         | Engels: Basutoland                                              |
| Beetsjoeanaland               | Protectoraat                                    | Engels: Bechuanaland                                            |
| Bermuda                       | Kroonkolonie                                    | Engels: Bermuda                                                 |
| Britse Benedenwindse Eilanden | Kroonkolonie                                    | Engels: British Leeward Islands                                 |
| Britse Bovenwindse Eilanden   | Kroonkolonie                                    | Engels: British Windward Islands                                |
| Britse Goudkust               | Kroonkolonie                                    | Engels: Gold Coast                                              |
| Britse Salomonseilanden       | Protectoraat                                    | Engels: British Solomon Islands                                 |
| Brits-Guiana                  | Kroonkolonie                                    | Engels: British Guiana                                          |
| Brits-Honduras                | Kroonkolonie                                    | Engels: British Honduras                                        |
| Brits-Kameroen                | Trustschap                                      | Engels: Cameroons                                               |
| Brits-Somaliland              | Protectoraat                                    | Engels: British Somaliland                                      |
| Brits-Togoland                | Trustschap                                      | Engels: British Togoland                                        |
| Brunei                        | Protected state: Staat Brunei Darussalam        | Engels en Maleis: Brunei                                        |
| Cyprus                        | Kroonkolonie                                    | Engels: Cyprus                                                  |
| Falklandeilanden              | Kroonkolonie                                    | Engels: Falkland Islands                                        |
| Fiji                          | Kroonkolonie                                    | Engels: Fiji                                                    |
| Gambia                        | Protectoraat en Kroonkolonie                    | Engels: The Gambia                                              |
| Gibraltar                     | Kroonkolonie                                    | Engels: Gibraltar                                               |
| Gilbert- en Ellice-eilanden   | Kroonkolonie                                    | Engels: Gilbert and Ellice Islands                              |
| Guernsey                      | Brits Kroonbezit                                | Engels: Guernsey Frans: Guernesey                               |
| Hongkong                      | Kroonkolonie                                    | Engels: Hong Kong Kantonees: Hong Kong / 香港                   |
| Jamaica                       | Kroonkolonie                                    | Engels: Jamaica                                                 |
| Jersey                        | Brits Kroonbezit                                | Engels en Frans: Jersey                                         |
| Kenia                         | Protectoraat en Kroonkolonie                    | Engels: Kenya                                                   |
| Koeweit                       | Protected state: Sjeikdom Koeweit               | Arabisch: al-Kuwayt / الكويت Engels: Kuwait                     |
| Line-eilanden                 | Overzees bezit                                  | Engels: Line Islands                                            |
| Malakka                       | Protected state: Federatie van Malakka          | Engels: Malaya Maleis: Persekutuan Tanah Melayu                 |
| Maldivische Eilanden          | Protected state: Sultanaat der Maldiven         | Engels: Maldive Islands                                         |
| Malta                         | Kroonkolonie                                    | Engels, Italiaans en Maltees: Malta                             |
| Man                           | Brits Kroonbezit                                | Engels: Isle of Man Manx-Gaelisch: Ellan Vannin                 |
| Mauritius                     | Kroonkolonie                                    | Engels: Mauritius                                               |
| Muscat en Oman                | Protected state: Sultanaat Muscat en Oman       | Arabisch: Umān / عُمان Engels: Oman                              |
| Nigeria                       | Kroonkolonie met zelfbestuur: Federatie Nigeria | Engels: Nigeria                                                 |
| Noord-Borneo                  | Kroonkolonie                                    | Engels: North Borneo                                            |
| Oeganda                       | Protectoraat                                    | Engels: Uganda                                                  |
| Qatar                         | Protected state                                 | Arabisch: Qatar / قطر Engels: Qatar                             |
| Rhodesië en Nyasaland         | Kroonkolonie                                    | Engels: Rhodesia and Nyasaland                                  |
| Sarawak                       | Kroonkolonie                                    | Engels: Sarawak Maleis: Sarawak / سراوق                         |
| Seychellen                    | Kroonkolonie                                    | Engels: Seychelles                                              |
| Sierra Leone                  | Kroonkolonie en protectoraat                    | Engels: Sierra Leone                                            |
| Singapore                     | Kroonkolonie                                    | Engels: Singapore                                               |
| Sint-Helena                   | Kroonkolonie                                    | Engels: Saint Helena                                            |
| Suezkanaalzone                | Kroonkolonie                                    | Engels: Suez Canal Zone                                         |
| Swaziland                     | Protectoraat: Koninkrijk Swaziland              | Engels: Swaziland Swazi: eSwatini                               |
| Tanganyika                    | Mandaatgebied                                   | Engels: Tanganyika                                              |
| Tonga                         | Protected state: Koninkrijk Tonga               | Engels en Tongaans: Tonga                                       |
| Trinidad en Tobago            | Kroonkolonie                                    | Engels: Trinidad and Tobago                                     |
| Verdragsstaten                | Protected states                                | Arabisch: ولايات الساحل المتصالح Engels: Trucial States         |
| Zanzibar                      | Protectoraat: Sultanaat Zanzibar                | Arabisch: Zanjibār / زنجبار Engels: Zanzibar                    |

### Deense niet-onafhankelijke gebieden
Faeröer was een autonome provincie van Denemarken en maakte eigenlijk integraal deel uit van dat land, maar werd vaak beschouwd als afhankelijk gebied. Groenland was een gewone provincie van Denemarken en had geen autonome status, maar werd ook vaak gezien als afhankelijk gebied.
| Korte landsnaam (Nederlands) | Status             | Korte landsnaam (oorspronkelijke taal/talen) |
| ---------------------------- | ------------------ | -------------------------------------------- |
| Faeröer                      | Autonome provincie | Deens: Færøerne Faeröers: Føroyar            |
| Groenland                    | Provincie          | Deens: Grønland                              |

### Finse niet-onafhankelijke gebieden
Åland maakte eigenlijk integraal onderdeel uit van Finland, maar heeft sinds de Vrede van Parijs (1856) een internationaal erkende speciale status met grote autonomie.
| Korte landsnaam (Nederlands) | Status          | Korte landsnaam (oorspronkelijke taal/talen) |
| ---------------------------- | --------------- | -------------------------------------------- |
| Åland                        | Autonoom gebied | Zweeds: Åland                                |

### Franse niet-onafhankelijke gebieden
Frans-West-Afrika was een federatie van acht Franse koloniën bestaande uit Dahomey, Frans-Guinea, Frans-Soedan, Ivoorkust, Mauritanië, Niger, Opper-Volta en Senegal. Frans-Equatoriaal Afrika was een kolonie die bestond uit vier territoria: Gabon, Midden-Congo, Oubangui-Chari en Tsjaad. Algerije werd, met uitzondering van de zuidelijke territoria, bestuurd als een integraal onderdeel van Frankrijk, maar is wel apart in de lijst opgenomen.
| Korte landsnaam (Nederlands)                  | Status                                              | Korte landsnaam (oorspronkelijke taal/talen)       |
| --------------------------------------------- | --------------------------------------------------- | -------------------------------------------------- |
| Algerije                                      | Verzameling departementen en territoria             | Frans: Algérie                                     |
| Comoren                                       | Overzees territorium                                | Frans: Comores                                     |
| Franse Zuidelijke Gebieden (vanaf 6 augustus) | Overzees territorium                                | Frans: Terres australes et antarctiques françaises |
| Frans-Equatoriaal-Afrika                      | Overzees territorium                                | Frans: Afrique équatoriale française               |
| Frans-Guyana                                  | Overzeese regio en overzees departement             | Frans: Guyane                                      |
| Frans-Kameroen                                | Trustschap                                          | Frans: Cameroun                                    |
| Frans-Madagaskar                              | Overzees territorium                                | Frans: Madagascar                                  |
| Frans-Marokko                                 | Protectoraat                                        | Arabisch: al-Maghrib / المغرب Frans: Maroc         |
| Frans-Oceanië                                 | Overzees territorium                                | Frans: Océanie française                           |
| Frans-Somaliland                              | Overzees territorium                                | Frans: Côte française des Somalis                  |
| Frans-Togoland                                | Trustschap                                          | Frans: Togoland français                           |
| Frans-West-Afrika                             | Overzees territorium                                | Frans: Afrique occidentale française               |
| Guadeloupe                                    | Overzeese regio en overzees departement             | Frans: Guadeloupe                                  |
| Martinique                                    | Overzeese regio en overzees departement             | Frans: Martinique                                  |
| Nieuw-Caledonië                               | Overzees territorium                                | Frans: Nouvelle-Calédonie                          |
| Réunion                                       | Overzeese regio en overzees departement             | Frans: Réunion                                     |
| Saarland                                      | Protectoraat                                        | Duits: Saarland Frans: Sarre                       |
| Saint-Pierre en Miquelon                      | Overzees territorium                                | Frans: Saint-Pierre et Miquelon                    |
| Tunesië                                       | Protectoraat (tot 3 juni) Associatie (vanaf 3 juni) | Arabisch: Tūnis / تونس Frans: Tunisie              |
| Wallis en Futuna                              | Overzees territorium                                | Frans: Wallis-et-Futuna                            |

### Niet-onafhankelijke gebieden onder geallieerde bezetting
| Korte landsnaam (Nederlands) | Status                                           | Korte landsnaam (oorspronkelijke taal/talen) |
| ---------------------------- | ------------------------------------------------ | -------------------------------------------- |
| Oostenrijk (tot 27 juli)     | Republiek Oostenrijk onder geallieerde bezetting | Duits: Österreich                            |

### Indiase niet-onafhankelijke gebieden
| Korte landsnaam (Nederlands) | Status                          | Korte landsnaam (oorspronkelijke taal/talen)                              |
| ---------------------------- | ------------------------------- | ------------------------------------------------------------------------- |
| Sikkim                       | Protectoraat: Koninkrijk Sikkim | Engels: Sikkim Nepalees: Sikkim / सिक्किम Sikkimees: ′Bras Ljongs / འབྲས་ལྗོངས་ |

### Internationale niet-onafhankelijke gebieden
| Korte landsnaam (Nederlands) | Status              | Korte landsnaam (oorspronkelijke taal/talen)                         |
| ---------------------------- | ------------------- | -------------------------------------------------------------------- |
| Tanger                       | Internationale zone | Arabisch: Ṭanjah / طنجة Engels: Tangier Frans: Tanger Spaans: Tánger |

### Italiaanse niet-onafhankelijke gebieden
| Korte landsnaam (Nederlands) | Status     | Korte landsnaam (oorspronkelijke taal/talen) |
| ---------------------------- | ---------- | -------------------------------------------- |
| Somalië                      | Trustschap | Engels en Italiaans: Somalia                 |

### Nederlandse niet-onafhankelijke gebieden
Het Koninkrijk der Nederlanden bestond uit drie gelijkwaardige landen: Nederland, Suriname en de Nederlandse Antillen. Deze laatste twee waren dus officieel geen afhankelijke gebieden van Nederland, maar werden vaak toch als zodanig gezien. Nederlands-Nieuw-Guinea was geen land binnen het Koninkrijk, maar een Overzees Rijksdeel van het Koninkrijk.
| Korte landsnaam (Nederlands) | Status             | Korte landsnaam (oorspronkelijke taal/talen)                                             |
| ---------------------------- | ------------------ | ---------------------------------------------------------------------------------------- |
| Nederlandse Antillen         | Land               | Engels: Netherlands Antilles Nederlands: Nederlandse Antillen Papiaments: Antia Hulandes |
| Nederlands-Nieuw-Guinea      | Overzees Rijksdeel | Nederlands: Nederlands-Nieuw-Guinea                                                      |
| Suriname                     | Land               | Nederlands: Suriname                                                                     |

### Nieuw-Zeelandse niet-onafhankelijke gebieden
| Korte landsnaam (Nederlands) | Status             | Korte landsnaam (oorspronkelijke taal/talen) |
| ---------------------------- | ------------------ | -------------------------------------------- |
| Cookeilanden                 | Afhankelijk gebied | Engels: Cook Islands                         |
| Niue                         | Afhankelijk gebied | Engels: Niue                                 |
| Ross Dependency              | Afhankelijk gebied | Engels: Ross Dependency                      |
| Tokelau-eilanden             | Afhankelijk gebied | Engels: Tokelau Islands                      |
| West-Samoa                   | Trustgebied        | Engels: Western Samoa                        |

### Noorse niet-onafhankelijke gebieden
Spitsbergen maakte eigenlijk integraal onderdeel uit van Noorwegen, maar had volgens het Spitsbergenverdrag een internationaal erkende speciale status met grote autonomie. Jan Mayen viel niet onder het Spitsbergenverdrag, maar werd wel bestuurd door de gouverneur van Spitsbergen.
| Korte landsnaam (Nederlands) | Status                                                 | Korte landsnaam (oorspronkelijke taal/talen) |
| ---------------------------- | ------------------------------------------------------ | -------------------------------------------- |
| Bouvet                       | Afhankelijk gebied                                     | Noors: Bouvetøya                             |
| Jan Mayen                    | Gebied onder bestuur van de gouverneur van Spitsbergen | Noors: Jan Mayen                             |
| Koningin Maudland            | Afhankelijk gebied                                     | Noors: Dronning Maud Land                    |
| Peter I-eiland               | Afhankelijk gebied                                     | Noors: Per 1.s øy                            |
| Spitsbergen                  | Gebied met speciale status                             | Noors: Svalbard                              |

### Portugese niet-onafhankelijke gebieden
De Portugese overzeese provincies waren officieel een integraal onderdeel van Portugal, maar werden internationaal als Portugese kolonies beschouwd.
| Korte landsnaam (Nederlands) | Status              | Korte landsnaam (oorspronkelijke taal/talen) |
| ---------------------------- | ------------------- | -------------------------------------------- |
| Angola                       | Overzeese provincie | Portugees: Angola                            |
| Kaapverdië                   | Overzeese provincie | Portugees: Cabo Verde                        |
| Macau                        | Overzeese provincie | Portugees: Macau                             |
| Mozambique                   | Overzeese provincie | Portugees: Moçambique                        |
| Portugees-Guinea             | Overzeese provincie | Portugees: Guiné Portuguesa                  |
| Portugees-Indië              | Overzeese provincie | Portugees: Estado da Índia                   |
| Portugees-Timor              | Overzeese provincie | Portugees: Timor Português                   |
| Sao Tomé en Principe         | Overzeese provincie | Portugees: São Tomé e Príncipe               |

### Spaanse niet-onafhankelijke gebieden
| Korte landsnaam (Nederlands) | Status       | Korte landsnaam (oorspronkelijke taal/talen)                                  |
| ---------------------------- | ------------ | ----------------------------------------------------------------------------- |
| Spaans-Guinea                | Kolonie      | Spaans: Guinea Española                                                       |
| Spaans-Marokko               | Protectoraat | Arabisch: Isbāniyā fi-l-Magrib / إسبَانِيَا بالمَغْربْ Spaans: Español de Marruecos |
| Spaans-West-Afrika           | Kolonie      | Spaans: África Occidental Española                                            |

### Zuid-Afrikaanse niet-onafhankelijke gebieden
| Korte landsnaam (Nederlands) | Status        | Korte landsnaam (oorspronkelijke taal/talen)                                    |
| ---------------------------- | ------------- | ------------------------------------------------------------------------------- |
| Zuidwest-Afrika              | Mandaatgebied | Afrikaans: Suidwes-Afrika Engels: South West Africa Nederlands: Zuidwest-Afrika |